# Alexander Prushinskiy
Alexander Prushinskiy (* 1981 in Nowosibirsk) ist ein russischer Violinist.

## Leben
Alexander Prushinskiy studierte ab an der 1998 an der Musikhochschule Magnitogorsk. 1999 erhielt er ein Stipendium an die Escuela de la Música Reina Sofía in Madrid bei Zakhar Bron und an der Hochschule für Musik Köln ebenfalls bei Zakhar Bron.
Seit 2009 ist er 1. Konzertmeister der Dortmunder Philharmoniker. Als Solist und Konzertmeister wird er u. a. regelmäßig vom Gürzenich-Orchester Köln, dem Radio Philharmonie Orchester der Niederlande, der NDR Radiophilharmonie Hannover und der Deutsche Radio Philharmonie Saarbrücken Kaiserslautern engagiert. Neben diesen Engagements ist Alexander Prushinskiy ein passionierter Kammermusiker: mit dem Astor Trio, dem Arisva Quartett und als musikalischer Leiter des Kölner Klassik Ensembles.